# The Dreaming Sea
The Dreaming Sea é o álbum solo de estréia de Karen Matheson, Vocalista principal da banda escocesa Capercaillie.  O álbum foi lançado em 1996 pela Survival Records e reeditado na América do Norte pela Valley Entertainment em 2000.

## Lista de músicas
1. "There's Always Sunday" – 4:09
2. "Rithill Aill" – 3:42
3. "The Dreaming Sea" – 4:38
4. "Mi Le M' Uilinn" – 5:30
5. "Early Morning Grey" - 4:27
6. "'Ic Iain 'Ic Sheumais" – 5:05
7. "One More Chance" – 3:42
8. "Fac Thu Na Feidh" – 4:44
9. "An Fhideag Airgid" – 4:18
10. "At the End of the Night" – 4:20
11. "Move On" - 3:19
12. "Calbharaigh" - 3:41
13. "Evangeline" - 2:26